# Karangtejo (Jumo)
Karangtejo is een bestuurslaag in het regentschap Temanggung van de provincie Midden-Java, Indonesië. Karangtejo telt 1323 inwoners (volkstelling 2010).